# GRIT
GRIT (Abk. für Graduated and Reciprocated Initiatives in Tension Reduction) ist eine psychologisch begründete Strategie zur Deeskalation internationaler Konflikte. Der amerikanische Psychologe Charles E. Osgood schlug sie auf dem Höhepunkt des Kalten Krieges 1962 vor. GRIT beginnt mit einer einseitigen deeskalierenden Handlung, die genau abgestimmt ist, um ausreichende Sicherheit und Würde zu behalten, mit klaren verbalen Mitteilungen und der Aufforderung an den Gegner, ebenso zu handeln. Im Unterschied zum üblichen Verhandeln soll die praktische Deeskalation auch dann durchgeführt werden, wenn der Gegner nicht antwortet oder sich selbst zu nichts verpflichtet. Auch wenn sie zunächst erfolglos bleibt, soll die Initiative mit kleinen Schritten über lange Zeit fortgeführt und beständig der Öffentlichkeit als konsistente Politik vermittelt werden.
Durch kleine wechselseitige Gesten der Versöhnung soll den am Konflikt beteiligten Parteien die Furcht genommen werden, dass ihre Vertrauensbeweise von der Gegenseite falsch gedeutet oder sogar missbraucht werden. In einer Art umgekehrten (reziproken) Eskalationsspirale soll zunehmendes gegenseitiges Vertrauen geschaffen werden.
Osgood meinte, dass die durchgeführten Handlungen einerseits weit genug gehen müssen, um vom Gegner als nützlich erkannt zu werden, andererseits die eigene Sicherheit nicht gefährden dürfen. Auch sollte ihre Art und Abfolge nicht vorhersehbar sein. Falls negative Handlungen notwendig werden, sollten es keine Sanktionsdrohungen, sondern unmittelbare, eindeutige und überprüfbare Taten sein.
Osgoods Veröffentlichungen wurden in der US-Regierung unter Präsident Kennedy gelesen und sollen dessen Politik, insbesondere den teilweisen Atomteststopp von 1963, maßgeblich beeinflusst haben.

## Methode
Eine Partei initiiert eine Reihe von Vorleistungen zur Deeskalation eines bereits bestehenden Konfliktes, indem sie
1. öffentlich den Vorsatz zur einseitigen Spannungsreduktion erklärt
2. eine Maßnahme ausführt und die Gegenpartei einlädt, dasselbe zu tun
3. die nächste positive/versöhnende Gebärde durchführt, auch wenn die Gegenpartei untätig bleibt
4. wenn die Gegenpartei aggressiv reagiert, eine öffentlich angekündigte, deutlich beschränkte Vergeltungsmaßnahme einleitet, ohne die anderen Maßnahmen zu widerrufen
5. anschließend die nächste entspannende Maßnahme ankündigt und durchführt